# 山口淳二
山口淳二(やまぐち じゅんじ、1956年6月23日-)は、日本の研究者。北海道大学理事・副学長

## 経歴
1956年、群馬県太田市に生まれる。埼玉県立熊谷高等学校、埼玉大学理学部生化学科を経て1986年、名古屋大学大学院農学研究科博士課程後期生化学制御専攻終了。同年、ロックフェラー大学に留学。1987年名古屋大学農学部助手、1995年同大学生物分子応答研究センター助教授、2001年北海道大学大学院理学研究科生物科学専攻教授。2014年から2016年北海道大学大学院生命科学部長。2014年から北海道大学副学長。

## 人物
研究分野は植物科学、生化学で日本植物細胞分子生物学会、日本植物生理学会に所属している。名古屋大学ではイネ、北海道大学ではシロイヌナズナを実験材料にしている。